# Eloeophila maculata
Eloeophila maculata là một loài ruồi trong họ Limoniidae. Chúng phân bố ở miền Cổ bắc.